# Большие противолодочные корабли проекта 61
Большие противолодочные корабли проекта 61, код NATO — Kashin — серия советских больших противолодочных кораблей (БПК) 2-го ранга, с 1962 года состоявших на вооружении Военно-морского флота СССР и с 1991 года — на вооружении Военно-морского флота Российской Федерации.
Из 20 единиц проекта, вошедших в состав ВМФ СССР с 1962 по 1973 год, 17 кораблей списаны и разобраны на металл в 1989—2001 годах, БПК «Отважный» 30 августа 1974 года взорвался и затонул вблизи Севастополя, а БПК «Смелый» в 1988 году передан ВМС Польши, где прослужил до 2003 года. В 2020 году СКР «Сметливый» выведен из состава ВМФ и установлен в качестве корабля-музея в городе Севастополь.

## Предыстория
Конец 1950-х и 1960-е годы, это время больших перемен в истории военно-морского флота, время новых возможностей и новых вооружений. В первую очередь это было связано с появлением ядерных ракет морского базирования, которые превратили подводные лодки в стратегическое оружие. Появление же на подводных лодках ядерных силовых установок многократно увеличило их автономность, дальность плавания, подводную скорость и как следствие — серьёзность создаваемой ими угрозы.
Вторая серьёзная угроза на море — новые скоростные реактивные самолёты и крылатые ракеты, которые сделали традиционные артиллерийские зенитные комплексы практически бесполезными при массированной атаке с воздуха.
В качестве противодействия новым угрозам началась активная разработка нового ракетного оружия, предназначенного для уничтожения подводных лодок и скоростных воздушных целей. Вначале ракетные комплексы ПВО и ПЛО устанавливались на переоборудованных артиллерийских крейсерах времён Второй мировой войны, однако к началу 1960-х гг. назрела необходимость в ракетных кораблях специальной постройки. В США в зависимости от специализации эти корабли получили название эскортных эсминцев или ракетных лидеров, в СССР за этими кораблями закрепилось название «большой противолодочный корабль».
Важной особенностью этого периода развития морских вооружений была небольшая дальность (сотни километров) ядерных ракет морского базирования, что вынуждало подводные лодки вплотную приближаться к морским границам противника. Таким образом, противолодочные заслоны вблизи собственных границ до появления ядерных ракет большой дальности являлись важным фактором стратегического сдерживания. Кроме того, противолодочные корабли должны были обеспечить боевую устойчивость своих подводных лодок, развёрнутых у побережья противника.
В СССР необходимость создания специализированных ракетных противолодочных кораблей была осознана в конце 1950-х гг, когда выяснилось, что наш флот не обладает адекватными мерами противодействия современным американским штурмовикам и атомным подводным лодкам. Было решено создать эшелонированную противолодочную оборону, где в дальней зоне лодки перехватывались вертолётоносцами (проект 1123) и базовой противолодочной авиацией, а в ближней — небольшими ракетными сторожевыми кораблями, первыми из которых стал корабль проекта 61.

## История создания
Проектирование корабля началось в 1956 г. Согласно оперативно-тактическому заданию, в функции корабля входила противовоздушная оборона соединений кораблей от атак самолётов и крылатых ракет, а также противолодочная оборона. Разработка проекта была поручена Институту военного кораблестроения.

В процессе предэскизного проектирования определялся состав вооружения и его рациональная компоновка. Было принято линейно-возвышенное расположение ЗРК и артустановок (по одному ЗРК и одной артустановке в носовой и кормовой частях корабя); гидроакустические средства для уменьшения осадки было решено разместить в выдвижном обтекателе; из состава вооружения исключили противолодочные ракеты, за счёт чего боекомплект зенитных ракет увеличили до 24; при этом стандартное водоизмещение корабля составило 3600 т. При утверждении тактико-технического задания было предложено рассмотреть вариант применения на корабле газотурбинного двигателя. В итоге этот вариант, уменьшавший водоизмещение на 400 т, был принят. Таким образом, корабль стал первым в мире крупным боевым кораблём с газовыми турбинами в качестве основного двигателя

.
После утверждения в начале 1957 г. основных тактико-технических элементов, ЦКБ-53 во главе с Б. И. Купенским приступило к разработке эскизного проекта. Технический проект был завершён и утверждён в 1958 г., после чего на заводе им. 61 коммунара в Николаеве 15 сентября 1959 г. был заложен головной корабль — «Комсомолец Украины». 31 декабря 1960 г. он был спущен на воду, а 15 октября 1962 г. был передан флоту для государственных испытаний. Программа испытаний была полностью выполнена кроме испытаний на полный ход, которые из-за неотработанности двигательной установки перенесли на 1963 г. Было обнаружено также отсутствие достаточного запаса остойчивости и водоизмещения, однако со скидкой на принципиальную новизну корабля результат был признан удовлетворительным.
К числу прочих, более мелких замечаний, впоследствии успешно устранённых, была недостаточная надёжность первых образцов ЗРК «Волна» и системы управления артогнём «Турель». Было отмечено, что малый радиус обнаружения подводных лодок гидроакустическими средствами не позволял использовать противолодочные торпеды и бомбомёты РБУ-6000 на максимальную дальность.
Испытания подтвердили хорошую мореходность корабля, обеспечение полной скорости хода при волнении до 4-5 баллов, хорошую работу успокоителей качки. Максимальная скорость головного корабля составила 35.5 узлов, а на всех других кораблях серии не опускалась ниже 34 уз.
31 декабря 1962 г. после подписания акта Госприёмки корабль был зачислен в состав ВМФ СССР. В 1966 г. создатели корабля были удостоены Ленинской премии.

## Классификация
Первоначально корабли проекта 61 относились к классу сторожевых (СКР), однако 19.05.1966 г. все находящиеся в строю и строящиеся корабли были переклассифицированы в большие противолодочные (БПК). 6 кораблей, переоборудованные по проекту 61-М/61-МП («Сдержанный», «Огневой», «Славный», «Смелый», «Смышлёный» и «Стройный»), 28.06.1977 г. отнесены к классу больших ракетных кораблей (БРК), но 14.10.1980 г. возвращены в класс БПК. В январе 1992 г. все оставшиеся в строю корабли вновь классифицированы как СКР.

## Корпус
Корпус корабля сварной из стали СХЛ-4 (10ХСНД), гладкопалубный, с характерным подъёмом верхней палубы к носовой части и наклонным форштевнем. Для обеспечения высокой скорости хода он имел очень острые обводы (отношение длины к ширине составило 9,5). Главные водонепроницаемые переборки разделяли корпус на 15 отсеков. Двойное дно занимало около 80 % длины корабля.
Ряд особенностей имело общее расположение. С расчётом на возможное применение противником средств массового поражения, на корабле были обеспечены возможности для ведения боевых действий без присутствия личного состава на верхней палубе и мостиках, а также другие меры для повышения живучести: сквозной коридор в надстройке для закрытого прохода к боевым постам, газонепроницаемые тамбуры, отсутствие иллюминаторов в кубриках. Главный командный пост (ГКП) впервые в отечественной практике располагался на нижней палубе отдельно от ходового поста и оснащался всеми необходимыми средствами для контроля обстановки, управления кораблём и применения всех видов оружия.
Корабль имел развитую по длине 90-метровую надстройку с двумя мачтами, двумя основаниями под антенные посты системы управления «Ятаган» и двумя двойными дымовыми трубами. Исключительно большой размер труб снижал температуру отработанных газов, уменьшая тепловую заметность корабля, а также позволял производить замену двигательной установки через расположенные в них люки. Для снижения водоизмещения и улучшения остойчивости, надстройка, мачты и трубы были изготовлены из алюминиево-магниевых сплавов. Из стали изготавливались только районы расположения мачт, пусковых установок, антенных постов, а также ходовой пост.

## Двигательная установка
С самого начала рассматривались два варианта главной энергетической установки — традиционная паротурбинная (ПТУ) и газотурбинная (ГТУ). Последняя благодаря своей лёгкости и компактности (удельная масса 5.2 кг/л. с. против 9 кг/л. с.) уменьшала водоизмещение корабля с 3600 до 3200 т и повышала экономичность. Кроме того, запуск из холодного состояния занимал у ГТУ 5-10 минут по сравнению с несколькими часами, необходимыми для ПТУ. По этим причинам был принят вариант с газотурбинными двигателями.
За мелодичный свист газовых турбин корабли серии на флоте окрестили «поющими фрегатами».
Носовое и кормовое машинные отделения занимали по одному отсеку. В каждом размещался всережимный главный газотурбозубчатый агрегат (ГГТЗА) М-3 мощностью 36 000 л. с. производства «Южного турбинного завода» в г. Николаеве, два газотурбогенератора ГТУ-6 на 600 кВт каждый и дизель-генератор ДГ-200/П на 200 кВт. Отсеки между отделениями занимали вспомогательные механизмы (успокоитель качки, вспомогательные котлы). Топливо хранилось в цистернах междудонного пространства ёмкостью 940 т, там же хранилось 70 т пресной воды для экипажа и 13 т воды для вспомогательных котлов.
Суммарная мощность энергетической установки составляла 72 000 л. с. Каждый ГТЗА состоял из двух нереверсивных газотурбинных двигателей (ГТД) мощностью по 18 000 л. с. с реверсивным спаривающим редуктором. Каждый ГТД имел собственную газоотводную трубу. Каждый из двух валов имел четырёхлопастный винт фиксированного шага.
Применение газовых турбин потребовало принятия мер по уменьшению шумов, которые включали систему шумопоглощения в воздухозаборных шахтах, амортизацию механизмов, звукопоглощающие покрытия. Управление двигателями осуществлялось дистанционно со специальных постов, находившихся в помещении электростанции.
Якорное устройство состояло из двух якорей Холла. Руль полубалансирный.

## Вооружение
Новаторским было вооружение нового корабля. Впервые в советском кораблестроении он был оснащён двумя зенитными ракетными комплексами (М-1 «Волна»). Каждый комплекс представлял собой двухбалочную пусковую установку ЗИФ-101, систему управления «Ятаган» и магазин с двумя вращающимися барабанами на 8 ракет В-600 каждый.

Артиллерийское вооружение состояло из двух спаренных 76-мм башенных установок АК-726 (скорострельность 90 выстр./мин, дальность 13 км, досягаемость по высоте 9 км, боекомплект 2400 унитарных выстрелов) и двух систем управления огнём «Турель».
Корабль имел пятитрубный торпедный аппарат ПТА-53-61 для торпед СЭТ-53 или 53-57 с системой управления торпедной стрельбой «Зуммер» (на модернизированном пр. 61МП с системой управления торпедной стрельбой «Тифон» для стрельбы торпедами СЭТ-65 и 53-65К, по два реактивных бомбомёта РБУ-6000 и РБУ-1000 (боекомплет 192 РГБ-60 и 48 РГБ-10 соответственно) с системой управления «Буря».
|  |

На корабле предусматривалось хранилище на 5 т авиатоплива и боезапас для противолодочного вертолёта Ка-25 (противолодочные торпеды, глубинные бомбы, гидроакустические буи), однако из-за отсутствия ангара возможно было только временное базирование.
Сохранились традиционные для советских эсминцев минные рельсы со скатами в кормовой части. Предусматривались две пусковые установки Ф-82-Т для стрельбы пассивными радиолокационными отражателями. Защиту от торпед обеспечивал буксируемый охранитель БОКА-ДУ и размагничивающее устройство.
Гидроакустические средства включали станцию кругового обзора «Титан» и станцию управления стрельбой «Вычегда», расположенные в подкильном обтекателе. Дальность обнаружения подводной лодки составляла 3.5 км.

## Модернизации
Модернизации корабля начались ещё в ходе строительства. С 1966 г. одна из двух РЛС «Ангара» была заменена на РЛС «Кливер».
- В 1971—1977 гг. несколько кораблей («Огневой», «Славный», «Стройный», «Смышлёный» и «Смелый») прошли модернизацию по проекту 61МП, во время которой были установлены 4 пусковых установки противокорабельных ракет П-15, новая ГАС «Платина» с подкильной и буксируемой антеннами, а бомбомёты РБУ-1000 были заменены четырьмя 30-мм шестиствольными зенитными автоматами «Вымпел». Была также повышена автономность плавания до 30 суток. Последний корабль серии («Сдержанный») сразу достраивался в соответствии с модернизированным проектом 61М. Водоизмещение модернизированных кораблей (стандартное/полное) увеличилось до 4000/4975 т[4].
- В 1975 г. БПК «Проворный» был модернизирован по проекту 61Э, в соответствии с которым демонтированы оба ЗРК «Волна», а на корме установлен многоканальный ЗРК нового поколения М-22 «Штиль» в целях испытания последнего. Кроме того, обзорная РЛС МР-500 заменена на «Фрегат-М». По окончании испытаний в 1978 г. планировалось установить в носовой части корабля ещё два ЗРК «Штиль», а затем аналогичным образом модернизировать 4 корабля серии, однако эти планы не были реализованы. Водоизмещение модернизированного корабля увеличилось до 3810/4750 т. ЗРК «Штиль» впоследствии был установлен на эсминцах проекта 956.
- В 1976—1987 гг. по проекту 61МЭ были построены 5 кораблей для ВМС Индии. В процессе модернизации вместо кормовой 76-мм артустановки и СУ «Турель» был размещён полуутопленный вертолётный ангар, а вместо кормовых пусковых установок ПКРК П-15 в носовой части корабля были смонтированы 4 ПУ для ракет П-20. Предполагалось также заменить носовую 76-мм артустановку АК-726, на 100-мм АК-100, но по ряду причин эти планы не были реализованы. Водоизмещение корабля составило 4025/4905 т. Корабли проекта 61МЭ были первыми крупными боевыми кораблями, построенными для зарубежного заказчика.
- В 1990 г. БПК «Способный» был преобразован в опытовый корабль для испытания новых буксируемых ГАС. Модернизация не была доведена до конца, и в 1993 г. корабль был выведен из состава флота.
- Последняя крупная модернизация по проекту 01090 была проведена в 1990—1995 на СКР «Сметливый». Вместо кормовой артиллерийской установки и вертолётной площадки был установлен комплекс неакустического обнаружения подводных лодок МНК-300 с 300-метровой буксируемой антенной, воспринимающей тепловой, радиационный и шумовой сигнал подводной лодки. Дополнительно на месте бомбомётов РБУ-1000 были установлены две 4-контейнерные пусковые установки противокорабельных ракет Х-35 «Уран» (близкий аналог американских ракет «Гарпун»), в районе ходовой рубки размещены постановщики помех ПК-10 и ПК-16, добавлено несколько новых РЛС и система управления ПКРК. Полное водоизмещение корабля достигло 4700 т.
- Три корабля, находящихся в составе ВМФ Индии («Ранджит», «Ранвир» и «Ранвиджай»), в настоящее время модернизируются под сверхзвуковые противокорабельные ракеты «Брамос» совместной российско-индийской разработки (установка вертикального пуска на 16 ракет на месте кормового ЗРК «Волна»). Одновременно установки РБУ-1000 заменяются на израильский ЗРК самообороны «Барак» (4 УВП по 8 ракет каждая).
- Проекты модернизации 61К (1961 г.), 61-бис (1964 г.) и 61А (1965 г.) не были реализованы.

Военный представитель завода Имени Шестидесяти Одного Коммунара, г. Николаев, капитан 1 ранга Драгунов Генрих Васильевич, внёс неоценимый вклад в проектирование и приём зенитно-ракетных комплексов «Волна», а также в ряд ещё нескольких основных боевых комплексов проекта 61, и его модернизаций.

## Состав серии
Корабли проекта 61 строились с 1959 по 1973 год в Николаеве на судостроительном заводе им. 61 коммунара (верфь № 445) и в Ленинграде на судостроительном заводе им. А. А. Жданова (верфь 190).
| №   | Название                    | Верфь                 | Зав. № | Заложен    | Спущен     | Зачислен   | В строю    | Исключен    | Списан     | Флот    |
| --- | --------------------------- | --------------------- | ------ | ---------- | ---------- | ---------- | ---------- | ----------- | ---------- | ------- |
| 1.  | Комсомолец Украины (СКР-25) | ССЗ им. 61 коммунара  | 1701   | 15.09.1959 | 31.12.1960 | 10.11.1959 | 31.12.1962 | 24.06.1991  | 31.12.1992 | ЧФ      |
| 2.  | Сообразительный (СКР-44)    | ССЗ им. 61 коммунара  | 1702   | 20.07.1960 | 04.11.1961 | 25.09.1961 | 26.12.1963 | 03.02.1992  | 23.10.1992 | ЧФ, СФ  |
| 3.  | Проворный (СКР-37)          | ССЗ им. 61 коммунара  | 1703   | 10.02.1961 | 21.04.1962 | 23.03.1962 | 25.12.1964 | 21.08.1990  | 31.12.1990 | ЧФ      |
| 4.  | Огневой (СКР-31)            | ССЗ им. А. А. Жданова | 751    | 05.05.1962 | 31.05.1963 | 27.08.1962 | 31.12.1964 | 25.04.1989  | 01.10.1989 | БФ, СФ  |
| 5.  | Образцовый (СКР-2)          | ССЗ им. А. А. Жданова | 752    | 29.07.1962 | 23.02.1964 | 29.01.1964 | 29.09.1965 | 30.06.1993  | 01.02.1994 | БФ      |
| 6.  | Одарённый                   | ССЗ им. А. А. Жданова | 753    | 22.01.1963 | 11.09.1964 | 12.08.1964 | 30.12.1965 | 19.04.1990  | 31.08.1990 | СФ, ТОФ |
| 7.  | Отважный (Орел)             | ССЗ им. 61 коммунара  | 1704   | 10.08.1963 | 17.10.1964 | 03.07.1963 | 31.12.1965 | 30.08.1974† | 12.11.1974 | ЧФ      |
| 8.  | Славный                     | ССЗ им. А. А. Жданова | 754    | 26.01.1964 | 24.04.1965 | 09.07.1964 | 30.09.1966 | 24.06.1991  | 31.12.1991 | БФ      |
| 9.  | Стройный                    | ССЗ им. 61 коммунара  | 1705   | 20.03.1964 | 28.07.1965 | 24.05.1965 | 15.12.1966 | 12.04.1990  | 31.01.1991 | СФ      |
| 10. | Стерегущий                  | ССЗ им. А. А. Жданова | 755    | 26.07.1964 | 20.02.1966 | 09.07.1964 | 21.12.1966 | 30.06.1993  | 13.02.1994 | ТОФ     |
| 11. | Красный Кавказ              | ССЗ им. 61 коммунара  | 1706   | 25.11.1964 | 09.02.1966 | 25.11.1964 | 25.09.1967 | 01.05.1998  | 10.05.1998 | ЧФ      |
| 12. | Решительный                 | ССЗ им. 61 коммунара  | 1707   | 25.06.1965 | 30.06.1966 | 21.01.1967 | 30.12.1967 | 08.07.1996  | 01.01.1997 | ЧФ      |
| 13. | Смышлёный                   | ССЗ им. 61 коммунара  | 1708   | 15.08.1965 | 22.10.1966 | 01.07.1967 | 27.09.1968 | 22.02.1993  | 30.06.1993 | СФ      |
| 14. | Строгий                     | ССЗ им. 61 коммунара  | 1709   | 22.02.1966 | 29.04.1967 | 12.01.1968 | 24.12.1968 | 30.06.1993  | 11.02.1994 | ТОФ     |
| 15. | Сметливый                   | ССЗ им. 61 коммунара  | 1710   | 15.07.1966 | 26.08.1967 | 15.06.1968 | 25.09.1969 | 27.08.2020  | —          | ЧФ      |
| 16. | Смелый                      | ССЗ им. 61 коммунара  | 1711   | 15.11.1966 | 06.02.1968 | 20.12.1968 | 27.12.1969 | 09.01.1988  | 15.01.1993 | ЧФ, БФ  |
| 17. | Красный Крым                | ССЗ им. 61 коммунара  | 1712   | 23.02.1968 | 28.02.1969 | 09.02.1970 | 15.10.1970 | 24.06.1993  | 11.02.1994 | ЧФ      |
| 18. | Способный                   | ССЗ им. 61 коммунара  | 1713   | 10.03.1969 | 11.04.1970 | 25.04.1970 | 25.09.1971 | 06.01.1993  | 20.11.1993 | ТОФ     |
| 19. | Скорый                      | ССЗ им. 61 коммунара  | 1714   | 20.04.1970 | 26.02.1971 | 20.10.1970 | 23.09.1972 | 22.11.1997  | 10.05.1998 | ЧФ      |
| 20. | Сдержанный                  | ССЗ им. 61 коммунара  | 1715   | 10.03.1971 | 25.02.1972 | 20.10.1970 | 30.12.1973 | 03.05.2001  | 27.10.2001 | ЧФ      |

БПК «Смелый» был передан в аренду в 1988 году Польской Народной Республике на семь лет и в дальнейшем в конце 1992 года выкуплен у России за долги СССР перед польскими верфями. Был флагманом польского флота. В колонке «Списан» указана дата окончательной продажи корабля ВМС Польши, где он был списан 5.12.2003.
Корабли проекта 61-МЭ, построенные для ВМС Индии, временно зачислялись в состав ВМФ СССР. Состав серии приведён в описании проекта. По состоянию на 2021 год 3 из 5 кораблей проекта 61-МЭ находятся в строю.

## Оценка проекта
Корабли проекта 61 были весьма удачной серией советских БПК (де-факто эскадренных миноносцев). Они представляли собой значительное продвижение вперёд в плане оборонительных систем в сравнении с предшествующим классом 58.
Впервые в мире на серийных кораблях в качестве основного привода установлены газотурбинные установки. Было удвоено число функционирующих ракетных установок и каналов управления огнём, а артиллерия расположена более рационально, что существенно затрудняло нанесение ударов по кораблю авиацией противника.
В то же время, собственно как противолодочные, корабли проекта 61 на момент их постройки уже не вполне отвечали современным требованиям. Хотя по характеристикам, оба используемых реактивных бомбомёта превосходили принятую на вооружение ВМС США в 1951 установку RUR-4 Weapon Alpha (превосходя по скорострельности почти в 2 раза (РБУ-6000) и по дальности в 6 раз), но в 1960 году на вооружении американского флота появилось новое семейство противолодочного оружия ПЛУРК RUR-5 ASROC. В результате, возможности ПЛО корабля не соответствовали в полной мере требованиям борьбы с современным ДПЛ и АПЛ США, хотя этот недостаток частично компенсировался наличием 5 533-мм торпедных аппаратов, с возможностью применения противолодочных торпед семейств СЭТ и ТЭСТ.

### Сравнение с ближайшими аналогами
В целом, как показывает сравнение, БПК проекта 61 были примерно равноценны современным им американским ракетоносным эсминцам. Важным преимуществом советского корабля была его ГТУ, гораздо более компактная, менее шумная, и способная практически сразу после запуска выйти на полную мощность без необходимости подъёма давления пара в котлах.
| Параметр                             | Проект 61                                                                                        | Тип «Чарльз Ф. Адамс» |
| ------------------------------------ | ------------------------------------------------------------------------------------------------ | --- |
| Водоизмещение стандартное/полное     | 3400/4300 т.                                                                                     | 3277/4256 т. |
| Силовая установка                    | ГТУ, 72000 л. с.                                                                                 | ПТУ, 70000 л. с. (4 котла) |
| Скорость                             | 34 узла                                                                                          | 33 узла |
| Зенитное ракетное вооружение         | 2x2-х балочные ПУ М-1 «Волна». Боезапас 32 ракеты В-601 или В-601М. Каналов управления огнём — 2 | 1x2-х балочная ПУ Mk-11 или 1x1-балочная ПУ Mk-13. Боезапас до 40 ракет RIM-24 Tartar или SM-1MR. Каналов управления огнём — 2 |
| Противолодочное ракетное вооружение  | Отсутствует                                                                                      | 8-зарядная ПУ RUR-5 ASROC |
| Противолодочное торпедное вооружение | 1x5-и трубный ТА калибром 533 мм                                                                 | 2x3-х трубных ТА калибром 324 мм                                                                                               |
| Противолодочные бомбомёты            | 2 бомбомёта РБУ-6000 и 2 бомбомёта РБУ-1000                                                      | Отсутствует |
| Артиллерийское вооружение            | 2x2 76-мм АУ                                                                                     | 2x1 127-мм АУ |
| Авиационное вооружение               | Площадка для 1 вертолёта                                                                         | Отсутствует |

Оба корабля имели сопоставимое противовоздушное вооружение: наличие у проекта 61 двух пусковых установок компенсировалось большей скоростью перезарядки американских пусковых, кроме того, RIM-24 «Tartar» был в целом более дальнобоен чем «Волна».
По противолодочным возможностям корабли несколько различались. Проект 61 имел более мощную ближнюю противолодочную оборону за счёт наличия бомбомётов и 533-мм торпедных аппаратов. Американский эсминец имел только 324-мм ТА (из которых на борт могло быть наведено только три) и не имел бомбомётов, но зато наличие противолодочного ракетного комплекса ASROC давало ему значительное преимущество на дистанции 5-16 километров. Кроме того, ASROC мог быть оснащён ядерной боевой частью, что позволяло эсминцам типа «Чарльз Ф. Адамс» наносить ядерные удары по подводным и поверхностным целям.
Несомненным и значимым преимуществом проекта 61 было наличие посадочной площадки для вертолёта. Американские эсминцы, которые, как предполагалось в то время, должны будут действовать либо в составе авианосной группы (и прикрываться палубными вертолётами
и самолётами авианосца) либо в составе противолодочного соединения фрегатов (несущих палубные вертолёты) подобного оснащения не имели, что в перспективе стало их значимым недостатком.
По возможностям поражения надводных и береговых целей, «Чарльз Ф. Адамс» существенно превосходил советского аналога, за счёт наличия 127-миллиметровых АУ. В некоторой степени это компенсировалось наличием на БПК проекта 61 крупнокалиберных торпедных аппаратов, пригодных для стрельбы противокорабельными торпедами. Также оба корабля могли применять свои ЗРК для поражения противника. В целом, существенные различия в боевых возможностей кораблей объяснялись большей специализированностью БПК проекта 61 на противолодочной обороне и автономных противолодочных операциях, в то время как американский эсминец создавался как универсальный эскортный корабль, с меньшими противолодочными возможностями, но большей универсальностью применения.